# Шибит
Шиби́т (каз. Шыбыт) — село у складі району Байдібека Туркестанської області Казахстану. Входить до складу Жамбильського сільського округу.
У радянські часи село було частиною села Джамбул.
Населення — 451 особа (2021; 453 у 2009, 521 у 1999, 748 у 1989).